# سام جونز (كرة سلة)
سام جونز (بالإنجليزية: Sam Jones) مواليد 24 يونيو 1933 في ويلمينغتون، هو لاعب كرة سلة أمريكي سابق أصبح مدرباً بدأ مسيرته الاحترافية في سنة 1957. يبلغ طوله 6 قدم 4 بوصة (1.9 م). اعتزل اللعب في 1969.

## فرق لعب لها
- بوسطن سيلتكس

## روابط خارجية
- سام جونز على موقع إن بي أي (الإنجليزية)
- سام جونز على موقع سبورتس رفرنس (الإنجليزية)
- سام جونز على موقع ريلجم (الإنجليزية)
- سام جونز على موقع بروبوليرز (الإنجليزية)
- سام جونز على موقع قاعة المشاهير الجامعة الوطنية لكرة السلة (الإنجليزية)
- سام جونز على موقع سبورتس رفرنس (الإنجليزية)
- سام جونز على موقع قاعة كارولاينا الشمالية للمشاهير الرياضية (الإنجليزية)